# Claude Landini
Claude Landini (Ginevra, 1º marzo 1926 – Ginevra, 30 maggio 2021) è stato un cestista e allenatore di pallacanestro svizzero.

## Carriera
Con la Svizzera ha disputato i Giochi olimpici di Londra 1948.